# Saint Kitts i Nevis na Letnich Igrzyskach Olimpijskich 2012
Saint Kitts i Nevis na Letnich Igrzyskach Olimpijskich 2012, które odbyły się w Londynie, reprezentowało 6 zawodników.
Był to piąty start reprezentacji Saint Kitts i Nevis na letnich igrzyskach olimpijskich.

## Reprezentanci

### Lekkoatletyka
Mężczyźni
| Zawodnik                                                                                | Konkurencja      | Preeliminacje | Preeliminacje | Eliminacje | Eliminacje | Półfinał | Półfinał | Finał | Finał   |
| Zawodnik                                                                                | Konkurencja      | Wynik         | Miejsce       | Wynik      | Miejsce    | Wynik    | Miejsce  | Wynik | Miejsce |
| --------------------------------------------------------------------------------------- | ---------------- | ------------- | ------------- | ---------- | ---------- | -------- | -------- | ----- | ------- |
| Antoine Adams                                                                           | 100 m            | BYE           | BYE           | 10.22      | 22.        | 10.27    | 21.      | NQ    | NQ      |
| Antoine Adams                                                                           | 200 m            | —             | —             | 20.59      | 18.        | DSQ      | DSQ      | NQ    | NQ      |
| Kim Collins                                                                             | 100 m            | BYE           | BYE           | DNS        | DNS        | NQ       | NQ       | NQ    | NQ      |
| Jason Rogers                                                                            | 100 m            | BYE           | BYE           | 10.30      | 32.        | NQ       | NQ       | NQ    | NQ      |
| Antoine Adams Kim Collins Delwayne Delaney Brijesh Lawrence Jason Rogers Lestrod Roland | Sztafeta 4x100 m | —             | —             | 38.41 NR   | 13.        | —        | —        | NQ    | NQ      |